# Valconca
La Valconca o valle del Conca è un'area geografica definita dal fiume Conca, che si estende sul territorio delle province di Rimini in Emilia-Romagna e di Pesaro e Urbino nelle Marche.

## Comuni
- Carpegna (PU)
- Cattolica (RN)
- Gemmano (RN)
- Mercatino Conca (PU)
- Misano Adriatico (RN)
- Monte Cerignone (PU)
- Montecopiolo (RN)
- Montefiore Conca (RN)
- Monte Grimano Terme (PU)
- Montescudo-Monte Colombo (RN)
- Morciano di Romagna (RN)
- Pietrarubbia (PU)
- Saludecio (RN)
- San Clemente (RN)
- San Giovanni in Marignano (RN)
- Sassofeltrio (RN)